# Naturschutzgebiet Niedermoorgebiet bei Georgenberg
Das Niedermoorgebiet bei Georgenberg ist ein Naturschutzgebiet bei Georgenberg im Oberpfälzer Landkreis Neustadt an der Waldnaab in Bayern.
Das Naturschutzgebiet befindet sich etwa 2,6 Kilometer östlich von Georgenberg direkt an der tschechischen Grenze. Es ist Bestandteil des Naturpark Nördlicher Oberpfälzer Wald und des Landschaftsschutzgebietes innerhalb des Naturparks Nördlicher Oberpfälzer Wald (ehemals Schutzzone).
Das etwa 63 ha große Areal ist ein umfangreicher Feuchtgebietskomplex, dessen größter Teil auf tschechischem Staatsgebiet liegt und ebenfalls geschützt ist. Das Naturschutzgebiet zeichnet sich durch eine Vielzahl von in der umgebenden Kulturlandschaft sehr seltenen feuchtgebietsgebundenen Lebensraumtypen aus. Darüber hinaus ist es aus vogelkundlicher Sicht von landesweiter Bedeutung. Hier finden sich charakteristische Feuchtgebietskomplexe, bestehend aus Binsen- und seggenreichen Nasswiesen, Borstgrasrasen, Kleinseggensümpfen und Moorwildbereichen. Es ist zudem ein überregional bedeutsames Rückzugsareal für das Birkwild.
Das Naturschutzgebiet wurde am 6. September 1994 ausgewiesen.